# Aechmea mollis
Aechmea mollis är en gräsväxtart som beskrevs av Lyman Bradford Smith. Aechmea mollis ingår i släktet Aechmea och familjen Bromeliaceae. Inga underarter finns listade i Catalogue of Life.